# Пояна-Негусторулуй
Пояна-Негусторулуй (рум. Poiana Negustorului) — село у повіті Бакеу в Румунії. Входить до складу комуни Бледжешть.
Село розташоване на відстані 252 км на північ від Бухареста, 26 км на північний захід від Бакеу, 91 км на південний захід від Ясс, 137 км на північний схід від Брашова.

## Населення
За даними перепису населення 2002 року у селі проживали 680 осіб, усі — румуни. Усі жителі села рідною мовою назвали румунську.